# Chris Salvatore
Christopher Louis "Chris" Salvatore (sinh ngày 22 tháng 5 năm 1985) là một diễn viên, ca sĩ kiêm nhạc sĩ, người mẫu và nhà hoạt động quyền đồng tính người Mỹ, được biết đến với vai diễn Zack trong loạt phim đồng tính Eating Out. Năm 2011, anh được xếp hạng thứ 41 trong danh sách 50 nam nổi tiếng đồng tính và song tính hàng năm của AfterElton.

## Đầu đời
Lớn lên ở thị trấn nhỏ Richboro, Pennsylvania, Salvatore dành cả ngày để ca hát, diễn xuất và biểu diễn cho gia đình mình. Khi anh 15 tuổi, anh đã viết bài hát đầu tiên của mình.

## Sự nghiệp
Salvatore theo học tại Nhạc viện New York về Nghệ thuật Sân khấu. Sau đó anh được chọn vào vai Zack trong Eating Out 3: All You Can Eat (2009), trong vòng một tuần sau khi chuyển đến Los Angeles. Anh tiếp tục vai diễn trong hai bộ phim bổ sung trong loạt phim, Eating Out 4: Drama Camp (2011), và Eating Out 5: The Open Weekend (2012).
Salvatore phát hành một đĩa đơn, "Dirty Love", vào năm 2010.  Những nỗ lực sau này của anh bao gồm đĩa đơn "What You Do To Me" (2012) và bản ballad "Hurricane" (2012). Các bài hát của Salvatore đã được giới thiệu trên MTV's My New BFF của Paris Hilton và trong phần credit phim của Eating Out 3. Anh cũng đã đăng tải các bản cover nhạc ngắn của các bài hát mà anh và người hâm mộ thích lên kênh YouTube của mình, vào tháng 8 năm 2017 đã có hơn 36,5 nghìn người đăng ký.
Salvatore xuất hiện với tư cách là chính mình trong loạt phim Logo TV 2017 Fire Island.
Salvatore cũng thúc đẩy bình đẳng trong cộng đồng LGBT và ủng hộ tổ chức Anh hùng người Mỹ đồng tính, một tổ chức từ thiện chống bắt nạt. Một số video của anh bao gồm các thông điệp cho Dự án It Gets Better.
Năm 2011, Salvatore được xếp hạng 41 trong danh sách 50 nam nổi tiếng đồng tính và song tính hàng năm của AfterElton.
Vào năm 2017, anh đã quyên góp được hơn 50,000 đô la để giúp trả tiền chăm sóc tại nhà cho Norma Cook, 89 tuổi, người mà anh gặp lần đầu khi chuyển đến một căn hộ đối diện hành lang với bà ấy ở LA. Anh đã sử dụng Go Fund Me để giúp trả tiền cho bà ấy, khi họ trở thành bạn bè và bà ấy nói với anh rằng bà ấy được chẩn đoán mắc bệnh bạch cầu. Sau đó bà ấy chết do biến chứng của bệnh.

## Đóng phim
| Năm  | Tựa phim                       | Vai       | Ghi chú                             |
| ---- | ------------------------------ | --------- | ----------------------------------- |
| 2007 | Misplaced                      | Jonathon  | Video ngắn, 20 phút                 |
| 2009 | Eating Out 3: All You Can Eat  | Zack      |                                     |
| 2010 | FIT                            |           |                                     |
| 2011 | Eating Out 4: Drama Camp       | Zack      |                                     |
| 2012 | Eating Out 5: The Open Weekend | Zack      |                                     |
| 2012 | By the Way                     |           | Short film                          |
| 2015 | Paternity Leave                | Thomas    |                                     |
| 2016 | BearCity 3                     | Sebastian |                                     |
| 2017 | Fire Island                    | Himself   | Episode: "Mercury is in Retrograde" |

### Phim truyền hình
| Năm  | Tựa phim                           | Vai      | Ghi chú  |
| ---- | ---------------------------------- | -------- | -------- |
| 2014 | Just Us Guys                       | Bản thân |          |
| 2015 | Paradise Pictures                  | Ronald   |          |
| 2016 | Girlfriends of Christmas Past      | Tyler    |          |
| 2016 | Coffee House Chronicles: The Movie | Mitch    | Loạt web |

## Đĩa đệm

### Album phòng thu
| Tựa bài                    | Chi tiết                                                                                |
| -------------------------- | --------------------------------------------------------------------------------------- |
| After All Is Said and Done | - Phát hành: 2008 - Nhãn: Self-released - Định dạng: Truyền trực tuyến                  |
| The Sound of This Beat     | - Phát hành: 8 tháng 11 năm 2011 - Nhãn: Self-released - Định dạng: CD, phát trực tuyến |

### Album nhạc phim
| Tựa bài                                                     | Chi tiết                                                                              |
| ----------------------------------------------------------- | ------------------------------------------------------------------------------------- |
| Eating Out: Drama Camp (Original Motion Picture Soundtrack) | - Phát hành: 23 tháng 9 năm 2011 - Nhãn: GeoHarmonic - Định dạng: CD, phát trực tuyến |

### Vở kịch kéo dài
| Tựa bài                  | Chi tiết                                                                                |
| ------------------------ | --------------------------------------------------------------------------------------- |
| Dirty Love               | - Phát hành: 27 tháng 4 năm 2010 - Nhãn: Self-released - Định dạng: CD, phát trực tuyến |
| Dirty Love - The Remixes | - Phát hành: 30 tháng 1 năm 2011 - Nhãn: Self-released - Định dạng: CD, phát trực tuyến |

### Là nghệ sĩ chính
| Title                        | Năm  | Album                                                       |
| ---------------------------- | ---- | ----------------------------------------------------------- |
| "After All Is Said and Done" | 2006 | After All Is Said and Done                                  |
| It Gets Better               | 2010 | The Sound of This Beat                                      |
| Drama Queen                  | 2011 | Eating Out: Drama Camp (Original Motion Picture Soundtrack) |
| What You Do To Me            | 2012 | Đĩa đơn không nằm trong album                               |
| Hurricane                    | 2012 | Đĩa đơn không nằm trong album                               |
| I Want Your Sex              | 2013 | The Sound of This Beat                                      |
| Wrecking Ball                | 2013 | Đĩa đơn không nằm trong album                               |
| All I Want For Christmas     | 2013 | Đĩa đơn không nằm trong album                               |
| Summer                       | 2014 | Đĩa đơn không nằm trong album                               |
| Demons                       | 2014 | Đĩa đơn không nằm trong album                               |
| Breathe Me (featuring Alius) | 2015 | Đĩa đơn không nằm trong album                               |